# La Laigne
La Laigne [la lɛɲ] ist eine französische Gemeinde mit 494 Einwohnern (Stand: 1. Januar 2022), die im Département Charente-Maritime und in der Region Nouvelle-Aquitaine (vor 2016: Poitou-Charentes) liegt. Sie gehört zum Arrondissement La Rochelle und zum Kanton Marans. Die Einwohner werden La Laigniens genannt.

## Geografie
La Laigne liegt etwa 35 Kilometer ostnordöstlich von La Rochelle. Das Gemeindegebiet gehört zum Regionalen Naturpark Marais Poitevin. Umgeben wird La Laigne von den Nachbargemeinden La Grève-sur-Mignon im Norden, Cramchaban im Osten sowie Benon im Süden und Westen.

## Geschichte
Am 17. Juni 2023 wurde der Ort von einem Erdbeben der Stärke 5,8 erschüttert. Zahlreiche Gebäude wurden, zum Teil schwer, beschädigt.

## Bevölkerungsentwicklung
| 1962                       | 1968 | 1975 | 1982 | 1990 | 1999 | 2006 | 2019 |
| -------------------------- | ---- | ---- | ---- | ---- | ---- | ---- | ---- |
| 363                        | 336  | 295  | 272  | 243  | 275  | 267  | 480  |
| Quellen: Cassini und INSEE |      |      |      |      |      |      |      |

## Sehenswürdigkeiten
- Kirche Saint-Gérard

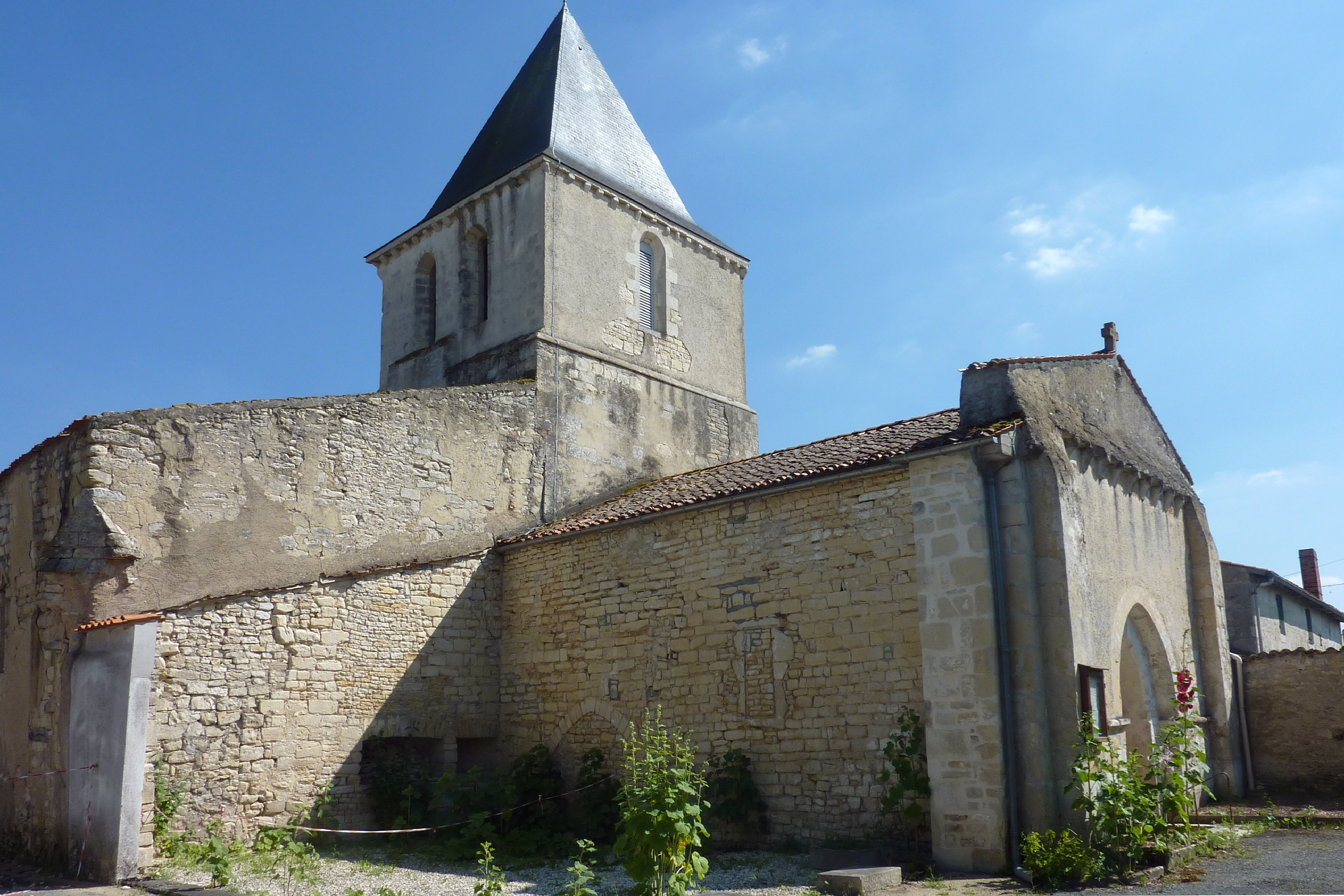
Kirche Saint-Gérard

- Haus Beaulieu aus der Mitte des 18. Jahrhunderts, Monument historique

## Verkehr
Durch die Gemeinde führen die Nationalstraße N 11 und die Departementsstraßen D 114 und D 262.
Der nächste Bahnhof ist Mauzé an der Bahnstrecke Saint-Benoît–La Rochelle-Ville in Mauzé-sur-le-Mignon, ca. 8 km von der Ortsmitte entfernt. Dort verkehren TER-Züge der Relation La Rochelle–Poitiers.